# Kreuzkirche (Suhl)

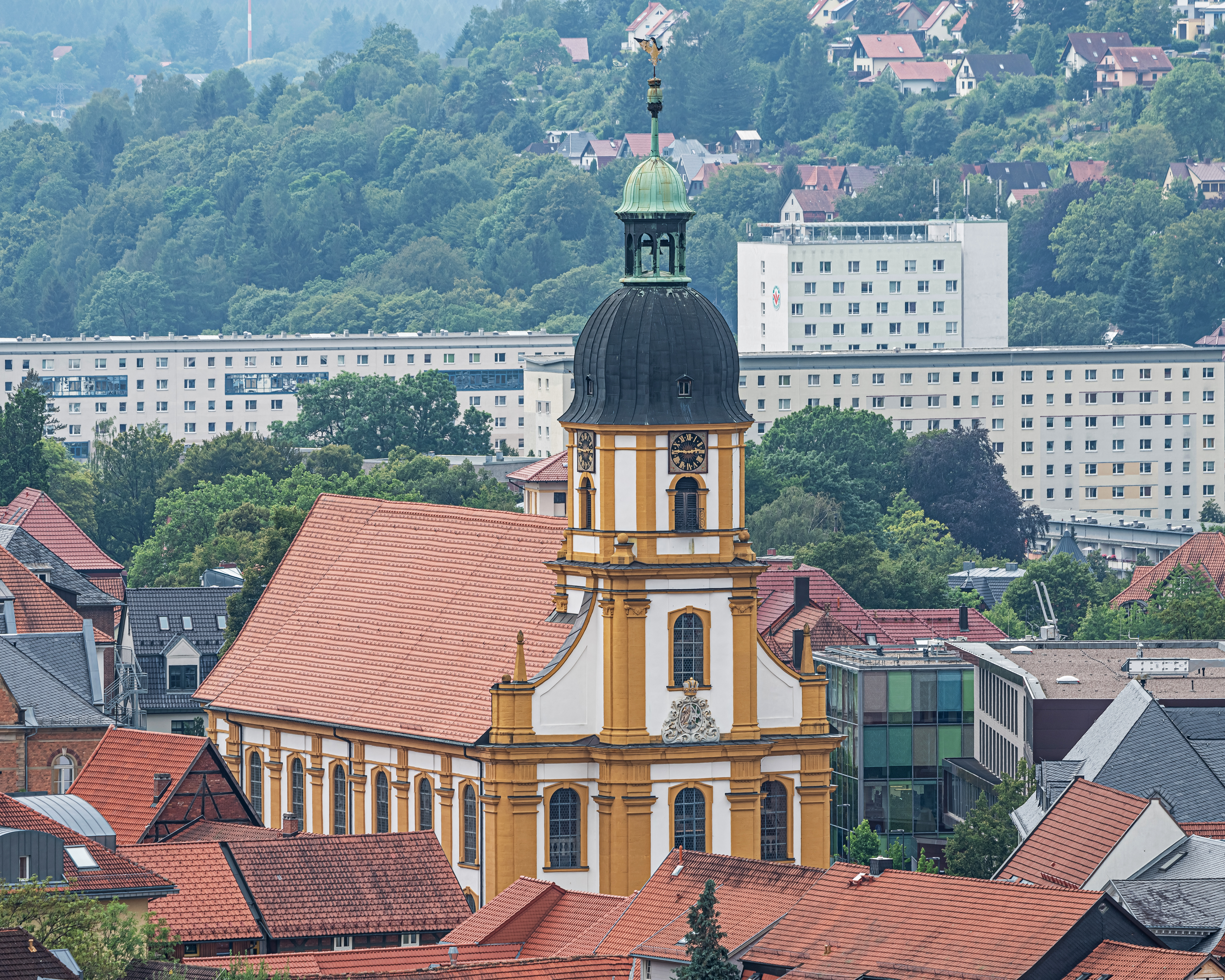
Kreuzkirche in Suhl

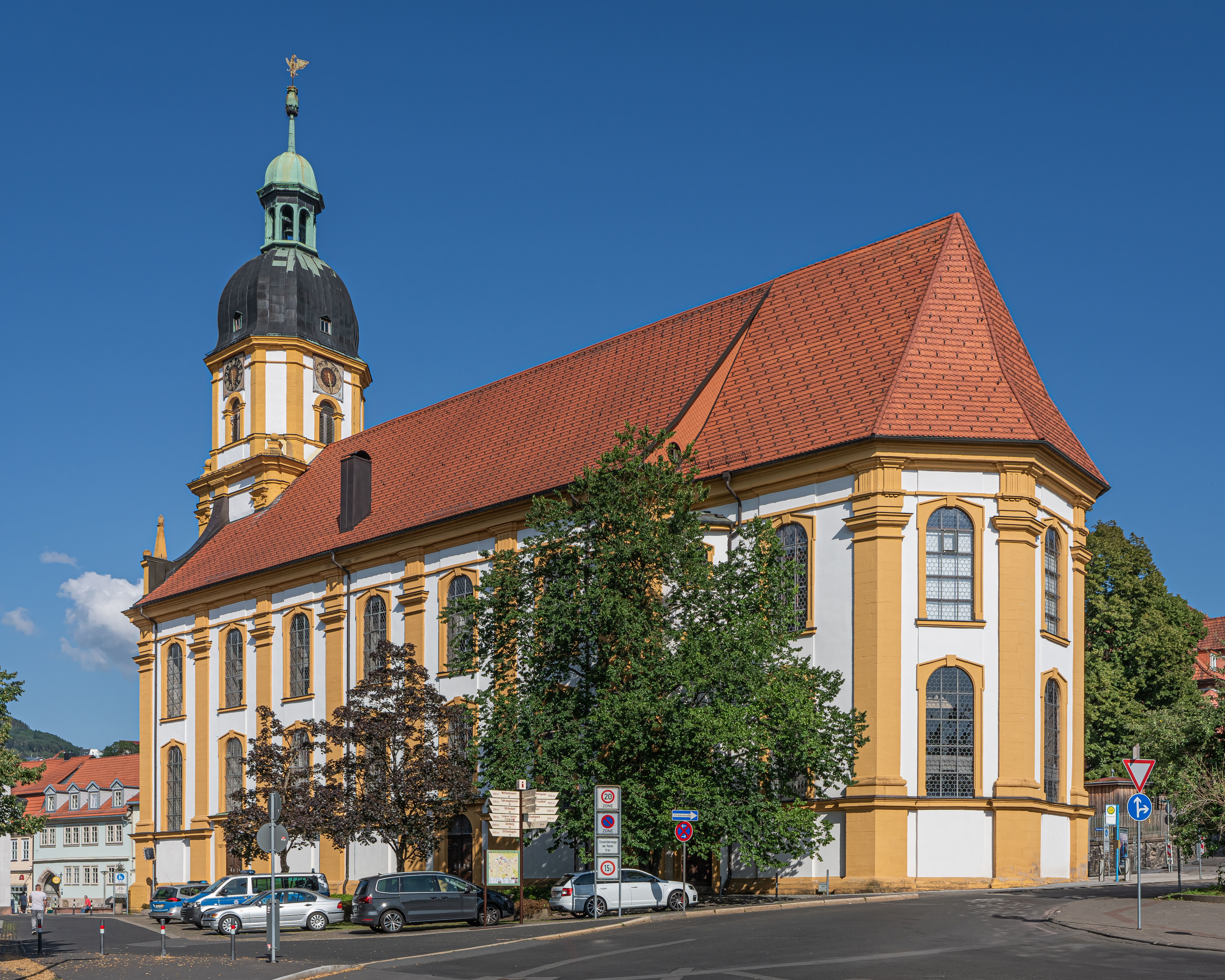
Außenansicht des Kirchenschiffs

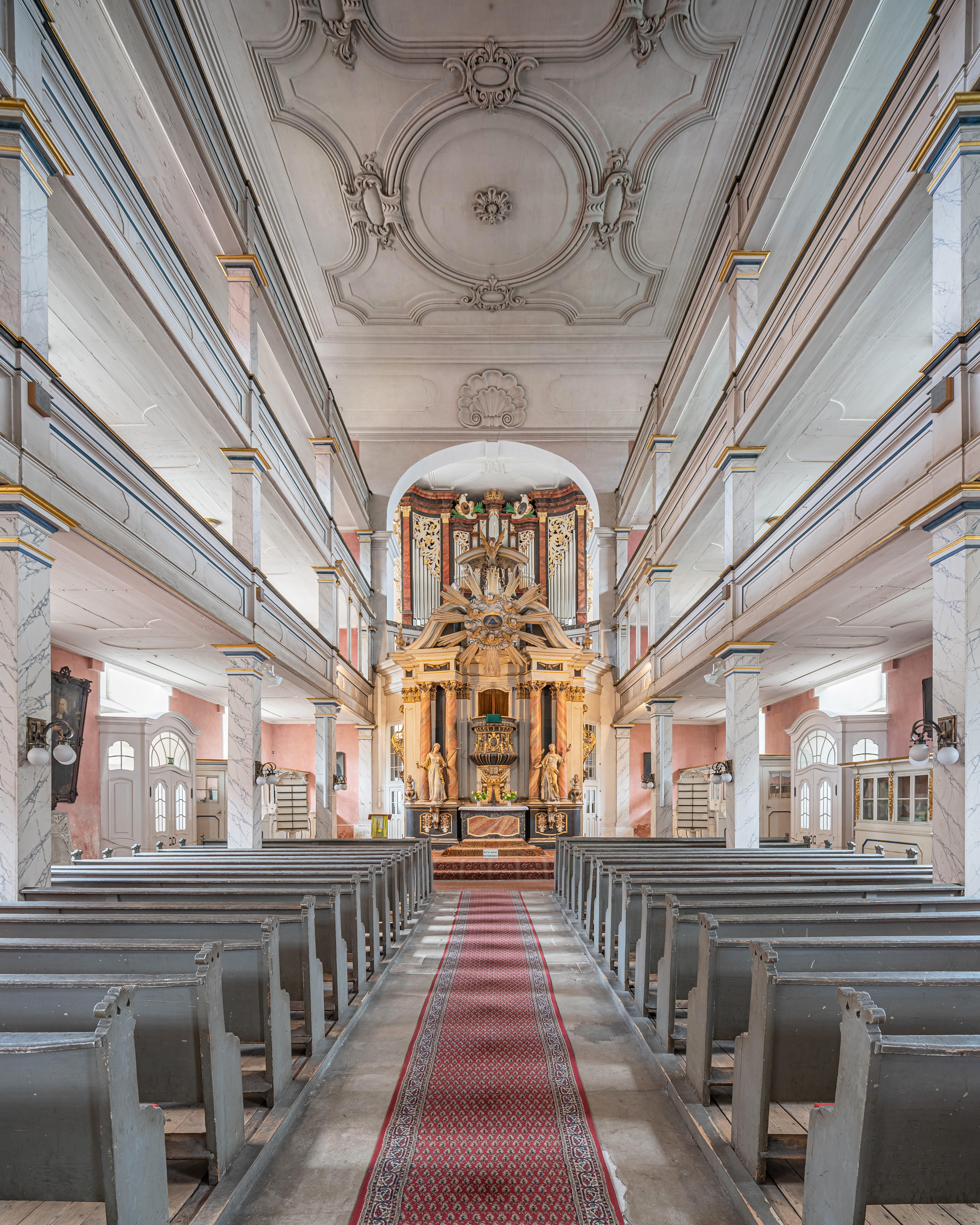
Innenraum, Gesamtansicht

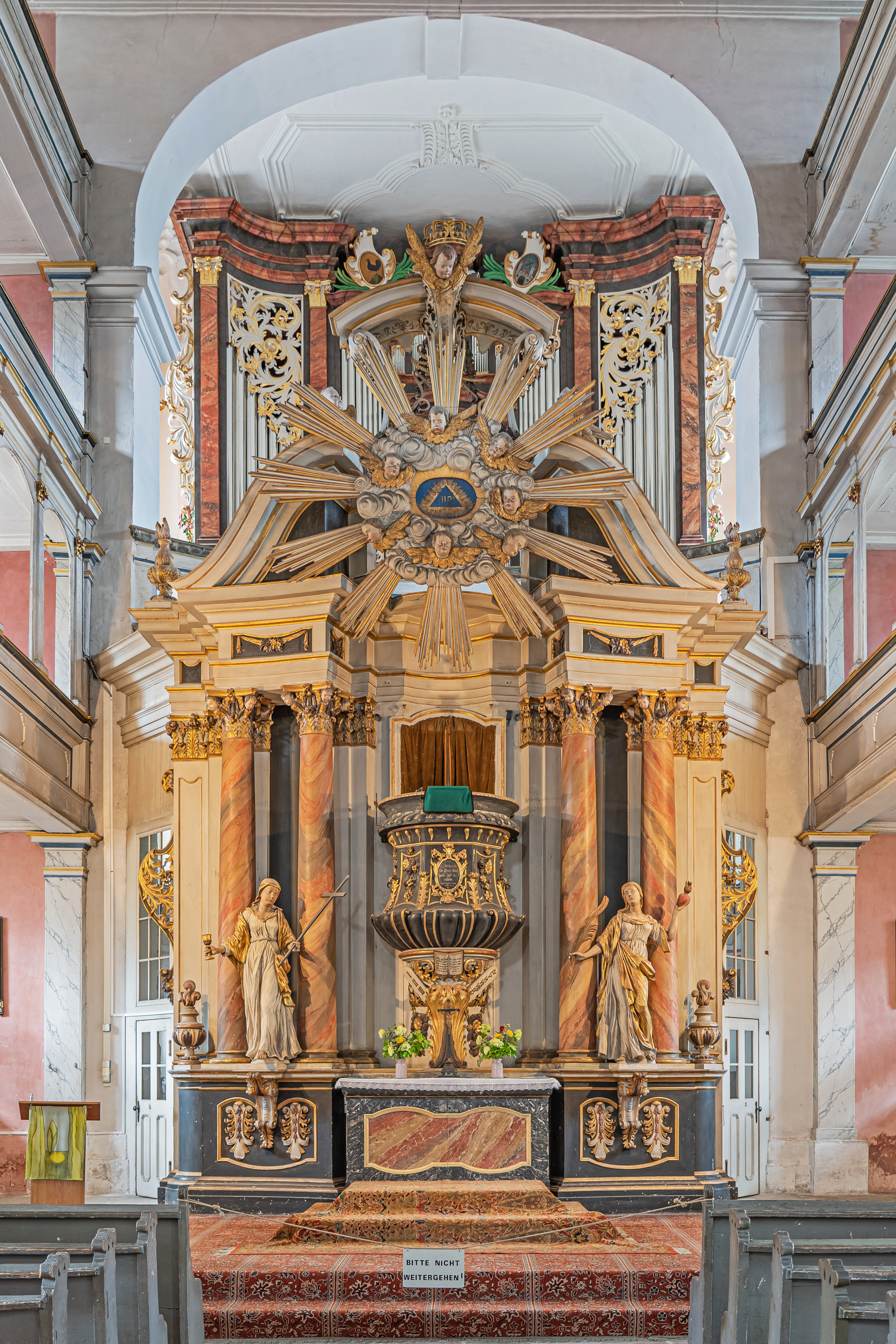
Kanzelaltar

Die evangelisch-lutherische Kreuzkirche in Suhl in Thüringen wurde von 1731 bis 1739 errichtet.

## Geschichte
Eine stark wachsende Bevölkerung führte für die westlichen Suhler Stadtteile im Jahr 1704 zur Bildung der neuen Kreuzkirchengemeinde und 1720 zum Beschluss für einen Kirchenneubau. Zwischen 1731 und 1739 entstand, in Nachbarschaft zur seit 1555 bestehenden Gottesackerkapelle „Zum Heiligen Kreuz“, die neben der Hauptkirche zweite Suhler Pfarrkirche. Sie wurde vom Königshofer Maurermeister Johann Michael Schmidt und dem Zimmermann Johann Sebastian Gerbig errichtet. Für den Kirchenbau wurde eine Schmiede abgerissen. Den Bau finanzierten ausschließlich die Suhler Bürger. Am 20. September 1739 wurde die Kreuzkirche geweiht. Sie befand sich damals am westlichen Stadtrand zwischen zwei Stadttoren. Daher wurde bei dem Kopfbau der Kirchturm mit dem repräsentativen Eingangsportal auf der Ostseite, zum Stadtzentrum orientiert, angeordnet und der Altarraum gegenüberliegend nach Westen ausgerichtet.
Eine Filialkirche steht in Neundorf.

## Gestaltung
Der evangelische Saalbau ist barock gestaltet. Der markante dreigeschossige Kirchturm hat eine Schweifhaube mit einer Laterne und ist von einer Wetterfahne in Gestalt des polnischen Adlers bekrönt. Der damalige Landesherr war Kurfürst Friedrich August I. von Sachsen und König von Polen. Das dreigeteilte Wappen über dem Eingangsportal ist ein Phantasiegebilde. Es zeigt Elemente des sächsischen Wappens mit dem Rautenkranz und den kursächsischen Schwertern, den polnischen Adler und eine Henne, das Wappentier der Henneberger Grafen, darüber die sächsische Krone.
Die Fassade des sechsachsigen Langhauses gliedern zweigeschossig angelegte Rundbogenfenster auf einem hohen Sockel und kräftige Pilaster. In den Ecken zum eingezogenen Chor befinden sich Treppenspindeln.

## Ausstattung
Der Innenraum der denkmalgeschützten Kirche wird durch die dreigeschossige Empore an drei Seiten des Kirchenschiffes und den Kanzelaltar im Chorraum geprägt. Den Kanzelaltar schuf Johann Heinrich Reinhardt 1736. Die Kanzel im Zentrum des Altars schmücken kleine Flammen, die auf den Heiligen Geist und ein Dreieck mit einem Kranz von zwölf Strahlen, die auf die göttliche Trinität und Vollkommenheit, hinweisen. Ein kunstvoller, symmetrisch gestalteter Orgelprospekt mit dem Hennebergischen und Suhler Wappen bildet den oberen Abschluss. Der Kanzelaltar wird seitlich von korinthischen Säulen und zwei Frauenfiguren eingerahmt, die mit Kreuz und Kelch den Glauben und mit brennendem Herzen und Palmzweig die Liebe symbolisieren.
Eine Flachdecke mit Rahmenstuck und Muschelornamenten überspannt das Kirchenschiff. In Deckenmitte befindet sich das Ziffernblatt einer großen Uhr, die auf die Vergänglichkeit des Lebens hinweisen.
Im Kirchturm hängen drei Bronzeglocken, die 1763 von den Gebrüdern Ulrich in Apolda gegossen wurden.

## Orgel

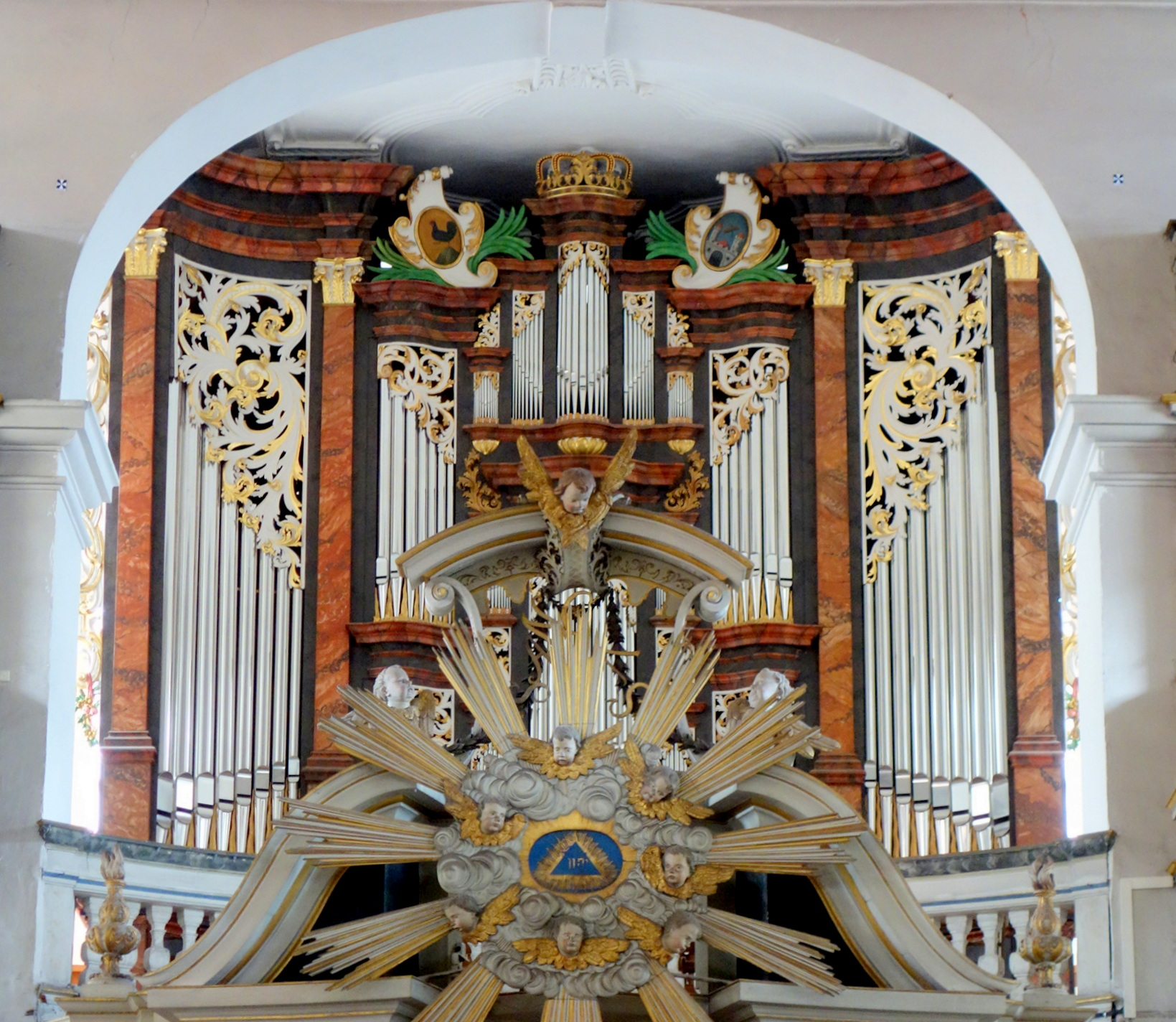
Orgelprospekt

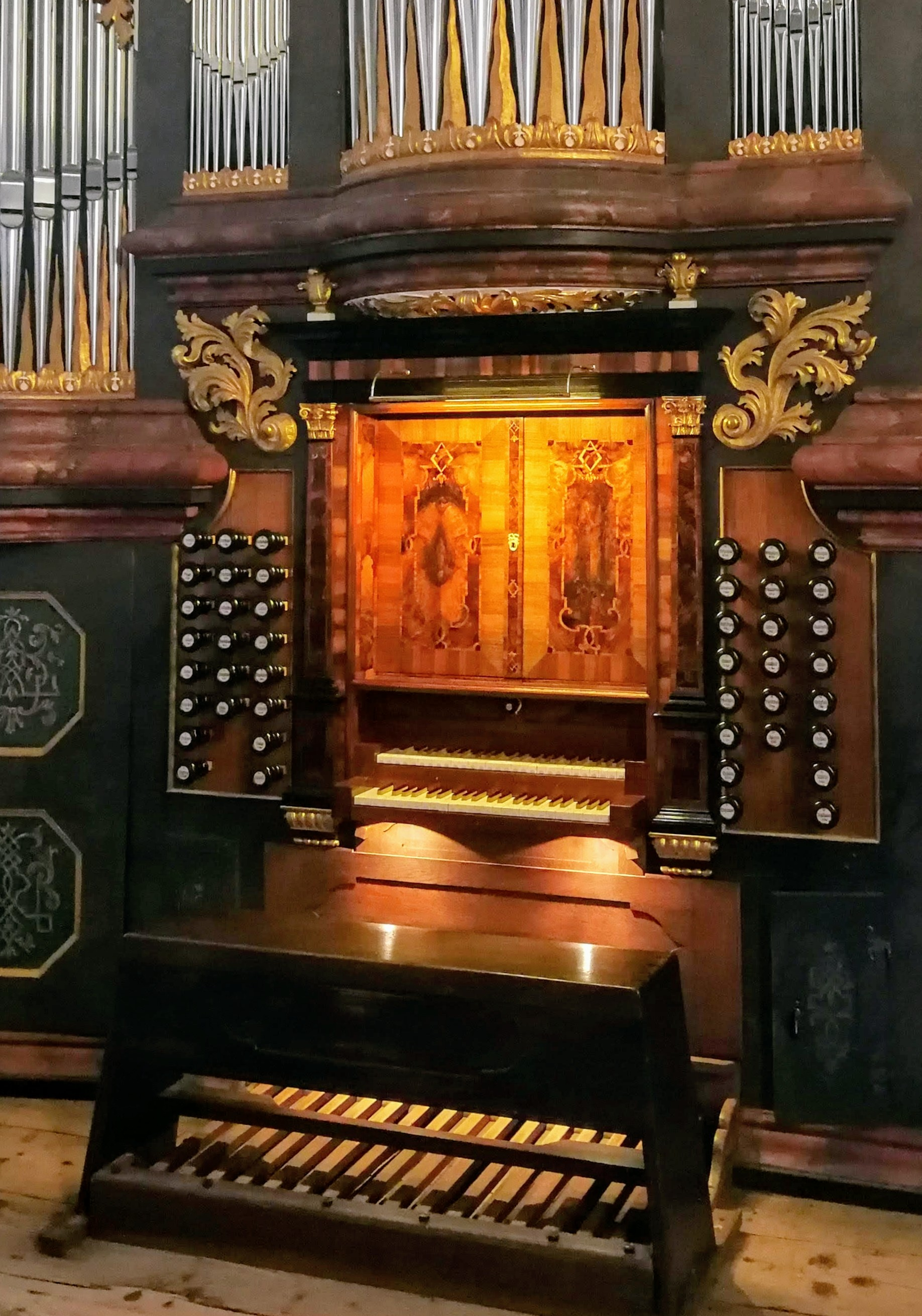
Spielanlage der Orgel

Der aus Oldenburg stammende Orgelbauer Eilert Köhler baute 1738–40 die Orgel mit etwa 2200 Pfeifen. Sie hat zwei Manuale und Pedal sowie 39 Register und wurde 1999–2007 durch Alexander Schuke Potsdam Orgelbau restauriert. Aus der Kombination  norddeutscher und thüringischer Elemente ergibt sich ein besonderer Klang, womit es wohl das bedeutendste Instrument aus der ersten Hälfte des 18. Jahrhunderts in Thüringen südlich des Rennsteigs ist. Die Disposition lautet:
| I Hauptwerk CD–c3 |                 |     |
| 01.               | Quinthaden      | 16' |
| 02.               | Principal       | 08' |
| 03.               | Gemshorn        | 08' |
| 04.               | Gamba           | 08' |
| 05.               | Floit travers   | 08' |
| 06.               | Gedact          | 08' |
| 07.               | Quinta          | 06' |
| 08.               | Octav           | 04' |
| 09.               | Floit duce      | 04' |
| 10.               | Sesquialtera II |     |
| 11.               | Octav           | 02' |
| 12.               | Mixtur VI       |     |
| 13.               | Dulcian         | 16' |
| 14.               | Hoboa           | 08' |

| II Oberwerk CD–c3 |                      |     |
| 15.               | Bordun               | 16' |
| 16.               | Principal            | 08' |
| 17.               | Hohlfloit            | 08' |
| 18.               | Fagar                | 08' |
| 19.               | Quinthön             | 08' |
| 20.               | Gedact               | 08' |
| 21.               | Octav                | 04' |
| 22.               | Quinta               | 03' |
| 23.               | Spitzfloit           | 02' |
| 24.               | Octav                | 02' |
| 25.               | Tertian II           |     |
| 26.               | Flaschinal           | 01' |
| 27.               | Mixtur IV            |     |
| 28.               | Trompet              | 08' |
| 29.               | Vox humana           | 08' |
|                   | Glockenspiel (c1-c3) |     |

| Pedal CD–d1 |              |     |
| 30.         | Principal    | 16' |
| 31.         | Sub Bass     | 16' |
| 32.         | Violon Bass  | 16' |
| 33.         | Travers Bass | 16' |
| 34.         | Quinta       | 12' |
| 35.         | Octav Bass   | 08' |
| 36.         | Hohlfloit    | 04' |
| 37.         | Posaun Bass  | 16' |
| 38.         | Fagott Bass  | 16' |
| 39.         | Trompet Bass | 08' |

- Koppeln: Manualkoppel II/I, Pedalkoppel I/P
- Nebenregister: Calcant, Evacuant, Sakristeyklingel